# Europawahl in Estland 2014
- SDE: 1
- Unabh.: 1
- K: 1
- RE: 2
- I: 1

Die Europawahl in Estland 2014 fand am Sonntag, den 25. Mai 2014, statt. Sie wurde im Rahmen der EU-weit stattfindenden Europawahl 2014 durchgeführt. Estland stellt 6 der 751 Sitze im Europäischen Parlament.

## Wahl
Es war die dritte Direktwahl zum Europäischen Parlament seit dem Beitritt der Republik Estland zur Europäischen Union am 1. Mai 2004 und die erste Europawahl nach dem Beitritt Estlands zur Eurozone am 1. Januar 2011.
Wahlberechtigt waren alle EU-Bürger, die in die estnischen Wählerverzeichnisse eingetragen sind. Sie müssen am Wahltag mindestens 18 Jahre alt sein. Das Mindestalter für das passive Wahlrecht liegt in Estland bei 21 Jahren. Angehörige der Streitkräfte sind vom Wahlrecht ausgenommen.

## Wahlablauf
Die Wahllokale waren am Wahltag von 9:00 bis 20:00 Uhr geöffnet. Zwischen dem zehnten und dem siebten Tag vor der Wahl konnten Wähler außerhalb ihres Wohnorts bereits die Stimmen in Vorwahlbüros abgeben. Die Wahl war bei Auslandswohnsitz auch als Briefwahl oder in einer estnischen Auslandsvertretung möglich.
Daneben konnten die Wähler bis zum vierten Tag vor der Wahl ihre Stimme auch über das Internet mittels einer digitalen Signatur abgeben. Sie benötigen dazu in der Regel ihren elektronischen Personalausweis, ein Lesegerät und zwei PINs.

## Wahlsystem
Die estnischen Abgeordneten werden nach den Grundsätzen der Verhältniswahl gewählt. Es gibt in Estland bei der Europawahl naturgemäß keine Sperrklausel. Das gesamte Land zählt als ein Wahlkreis. Für die Bestimmung der Abgeordneten findet das D’Hondt-Verfahren Anwendung.
Es galt (anders als noch bei der Europawahl in Estland 2009) das System offener Listen; das heißt die Reihenfolge der Kandidaten auf den Parteilisten wird durch den Wähler bestimmt. Eine entsprechende Gesetzesänderung hatte das estnische Parlament (Riigikogu) 2010 beschlossen.

## Parteien und Kandidaten
Bei der Europawahl 2014 kandidierten in Estland acht Parteien und 16 Einzelkandidaten. Sie galt vor allem als Stimmungstest für die regierende sozialliberale Koalition.

## Ergebnis
Die Wahlbeteiligung lag bei 36,4 % (2009: 43,9 %; 2004: 26,8 %). 31,4 % der Wähler gaben ihre Stimme über das Internet ab. Am höchsten war die Wahlbeteiligung mit 43,57 % in der Hauptstadt Tallinn.
Wahlsieger war die regierende liberale Estnische Reformpartei, die zwei Mandate erringen konnte (+1). Knapp dahinter kam die oppositionelle Estnische Zentrumspartei, die künftig nur noch mit einer Abgeordneten in Straßburg vertreten sein wird (−1). Die beiden anderen im Parlament (Riigikogu) vertretenen Parteien erhielten erwartungsgemäß jeweils ein Mandat. Der Parteilose Einzelkandidat Indrek Tarand konnte seinen Sitz im Europäischen Parlament behaupten. Chancenlos blieb mit 4,0 % die rechtspopulistische, europaskeptische Estnische Konservative Volkspartei, die erstmals bei Wahlen antrat.
| Listen                            | Listen                                    | Stimmen | %    | +/-  | Mandate | +/- |
| --------------------------------- | ----------------------------------------- | ------- | ---- | ---- | ------- | --- |
|                                   | Estnische Reformpartei (RE)               | 79.849  | 24,3 | +9,0 | 2       | +1  |
|                                   | Estnische Zentrumspartei (K)              | 73.419  | 22,4 | −3,7 | 1       | −1  |
|                                   | Vaterland (I)                             | 45.765  | 13,9 | +1,7 | 1       | ±0  |
|                                   | Sozialdemokratische Partei (SDE)          | 44.550  | 13,6 | +4,9 | 1       | ±0  |
|                                   | Estnische Konservative Volkspartei (EKRE) | 13.247  | 4,0  | +1,8 | –       | ±0  |
|                                   | Estnische Unabhängigkeitspartei (EIP)     | 4.158   | 1,3  | Neu  | –       | Neu |
|                                   | Grüne (EER)                               | 986     | 0,3  | −2,4 | –       | ±0  |
|                                   | Vereinigte Linkspartei Estlands (EÜVP)    | 226     | 0,1  | −0,8 | –       | ±0  |
|                                   | Einzelbewerber 1                          | 66.293  | 20,2 | ±0   | 1       | ±0  |
| Gesamt                            | Gesamt                                    | 328.493 | 100  |      | 6       | –   |
|                                   |                                           |         |      |      |         |     |
| Ungültige Stimmen                 | Ungültige Stimmen                         | 1.273   | 0,4  | –0,5 |         |     |
| Wähler                            | Wähler                                    | 329.766 | 36,5 | –7,4 |         |     |
| Wahlberechtigte                   | Wahlberechtigte                           | 902.873 |      |      |         |     |
|                                   |                                           |         |      |      |         |     |
| Quelle: Vabariigi Valimiskomisjon |                                           |         |      |      |         |     |

## Fraktionen im Europäischen Parlament
| Partei                         | Partei                         | Mandate | Fraktion |
| ------------------------------ | ------------------------------ | ------- | -------- |
|                                | Estnische Reformpartei         | 2 / 6   | ALDE     |
|                                | Estnische Zentrumspartei       | 1 / 6   | ALDE     |
|                                | Isamaa ja Res Publica Liit     | 1 / 6   | EVP      |
|                                | Sotsiaaldemokraatlik Erakond   | 1 / 6   | S&D      |
|                                | Einzelbewerber (Indrek Tarand) | 1 / 6   | G/EFA    |
|                                |                                |         |          |
| Quelle: Europäisches Parlament |                                |         |          |

## Abgeordneten
Zu Abgeordneten im Europäischen Parlament wurden 2014 drei Frauen und drei Männer gewählt:
- Andrus Ansip, Estnische Reformpartei
- Kaja Kallas, Estnische Reformpartei
- Yana Toom, Estnische Zentrumspartei
- Tunne-Väldo Kelam, Isamaa ja Res Publica Liit
- Marju Lauristin, Sozialdemokratische Partei Estlands
- Indrek Tarand, Einzelkandidat

Die im Parlament nicht vertretenen Parteien konnten kein Abgeordnetenmandat erringen.
Die Einzelkandidaten blieben bis auf den MdEP Indrek Tarand chancenlos: Kristiina Ojuland (MdEP 2009–2014, ehemalige Außenministerin), Roman Ubakivi (ehemaliger Fußballspieler und -trainer), Dmitri Silber, Andres Inn, Joeri Wiersma (niederländischer Staatsangehöriger), Tanel Talve (Journalist), Svetlana Ivnitskaja, Jevgeni Krištafovitš (Bürgerrechtler), Imre Mürk, Olga Sõtnik (Parlamentsmitglied), Krista Mulenok, Taira Aasa, Rene Kuulmann, Silver Meikar (Menschenrechtsaktivist, früheres estnisches Parlamentsmitglied) und Lance Gareth Edward Boxall (britischer Staatsangehöriger).